# Palazzo Vescovile (Colle di Val d'Elsa)
Il Palazzo Vescovile è un edificio di Colle di Val d'Elsa.

## Storia e descrizione
Nel 1592, a seguito dell'elevazione a città e sede di diocesi, per volere del Granduca di Toscana Francesco I de' Medici e con Bolla di Papa Clemente VIII, Colle di Val d'Elsa vive un rinnovamento architettonico importante.
Fra la fine del XVI e la metà del XVII secolo, la città vide infatti la costruzione del Duomo e di nuovi palazzi signorili.
Proprio di fronte al Duomo venne realizzato il nuovo Palazzo vescovile. La piazza su cui sorge cambiò radicalmente struttura anche con la costruzione del seminario. Tutto il progetto fu voluto dal Vescovo Usimbardo Usimbardi che vi impegnò un notevole patrimonio.
La costruzione dell'Episcopio iniziò nei primi mesi del 1593 e si protrassero per alcuni anni. Solo nel 1597 i lavori potevano dirsi conclusi. Il pittore Francesco Rosselli fu chiamato ad affrescare i nuovi locali.
Addossato ad altri palazzi, fu realizzato su due piani, ma solo in epoca successiva, nel 1626, per volere di  Cosimo della Gherardesca, vescovo dal 1612 al 1633,  inglobò le preesistenti costruzioni, come il Palazzo Galganetti e quelli appartenuti al Buonaparte e ai Pelliccioni, attraverso la chiusura di un vicolo che separava le due costruzioni.
Ancora successivamente, nel 1655, il Buonaccorsi, vescovo dal 1645 al 1680, dotò il palazzo di cantine, di una rimessa, di granai, di una stalla e di una loggia.
All'interno, nella Sala di Samt'Alberto, affreschi di Bartolo di Fredi.